# Queensland Art Gallery

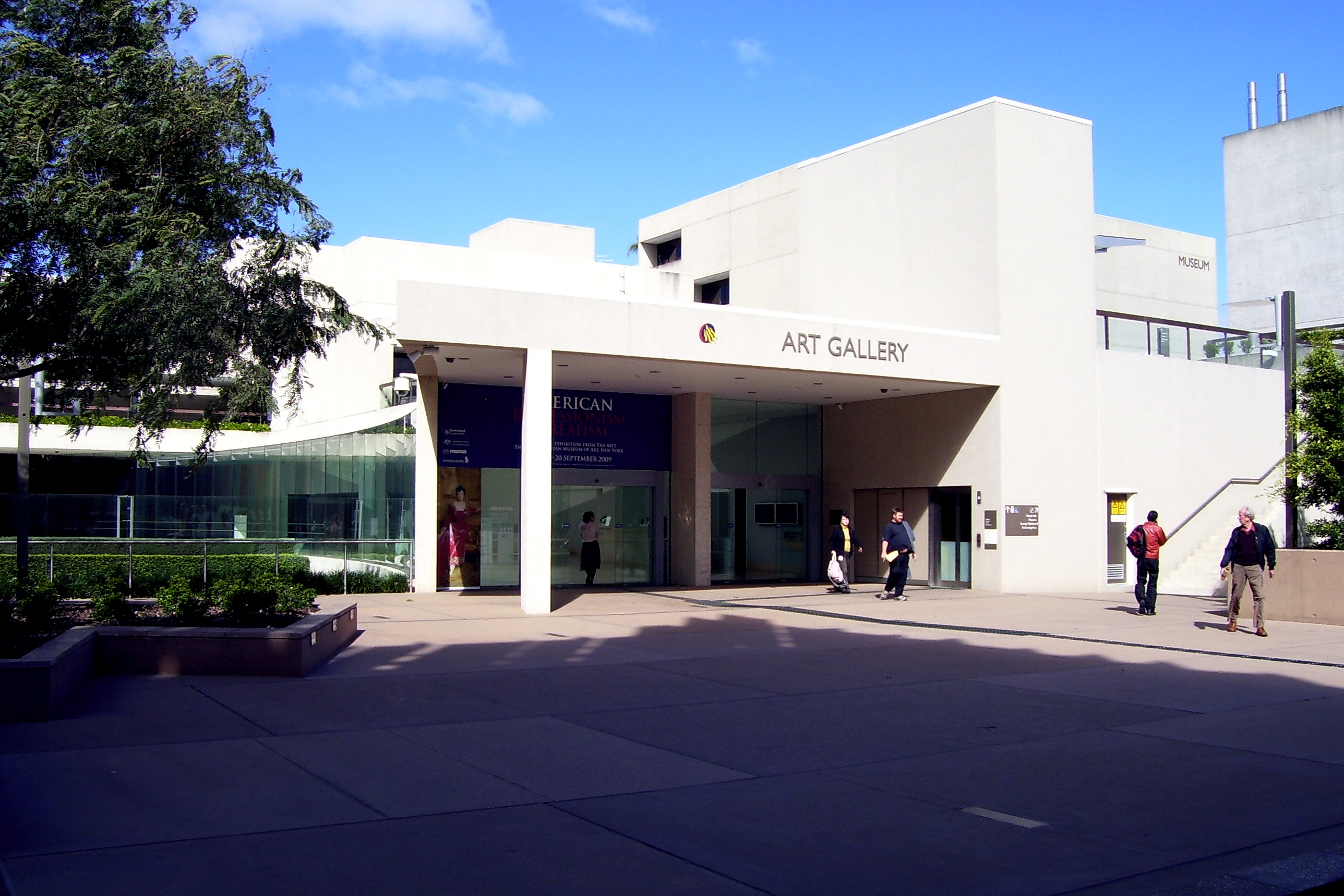
Der Eingang der Queensland Art Gallery

Die Queensland Art Gallery ist ein Kunstmuseum im South Bank-Quartier von Brisbane, Queensland, Australien.  Die Queensland Art Gallery wurde 1895 gegründet und zog 1982 an ihren heutigen Standort in South Bank um. Im Jahr 2006 kam die Gallery of Modern Art hinzu. Die heutige Bezeichnung lautet QAGOMA (Queensland Art Gallery | Gallery Of Modern Art). Die Galerien beherbergen nun eine weltweit bedeutende Sammlung zeitgenössischer Kunst aus Australien, Asien und dem pazifischen Raum. Die Queensland Art Gallery ist seit der Gründung 1895 im Besitz der Staatsregierung von Queensland.

## Geschichte
Das Museum wurde 1895 als Queensland National Art Gallery gegründet. In den Anfängen war die Gallery in einer Reihe von temporären Unterkünften untergebracht. Erst mit der Eröffnung des heutigen für seine Architektur gerühmten Gebäudes im Jahre 1982 richtete sie sich definitiv an der South Bank von Brisbane ein. Es war der erste Schritt zum von Robin Gibson designten Queensland Cultural Centre.

## Design

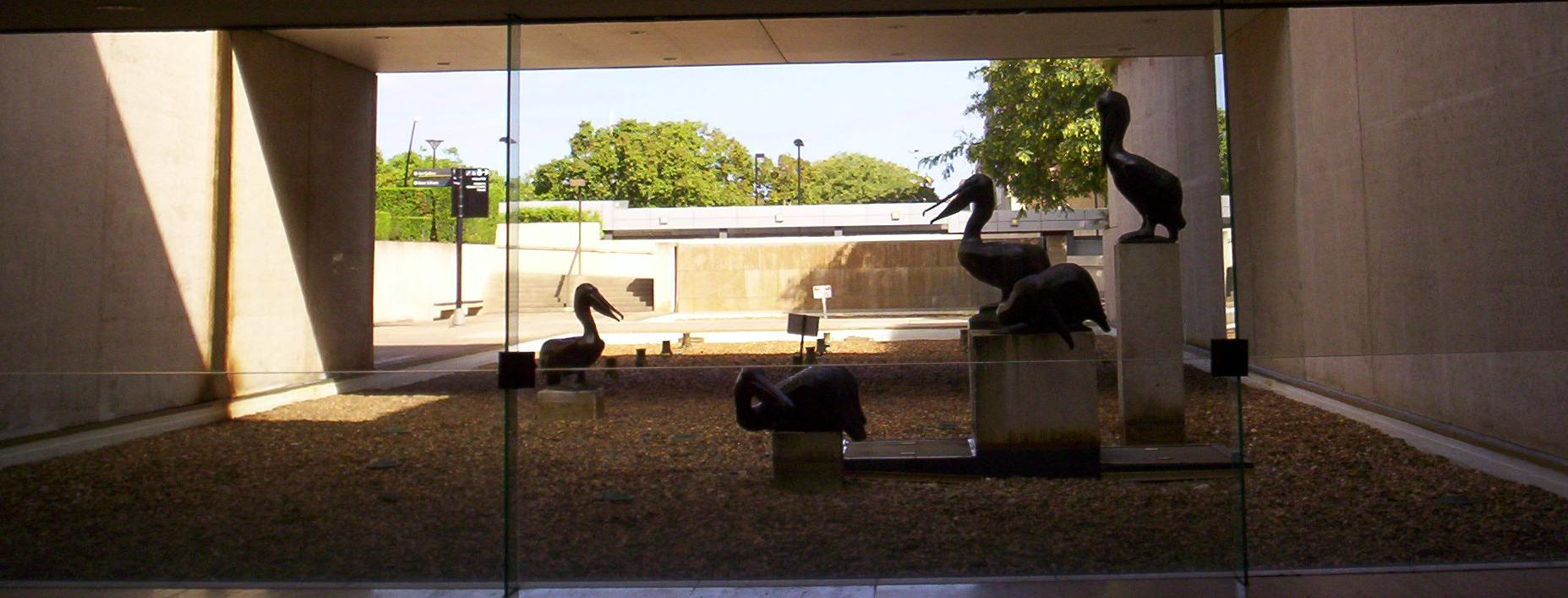
Pelikanskulpturen an der Queensland Art Gallery, geschaffen von Leonard und Kathleen Shillam.

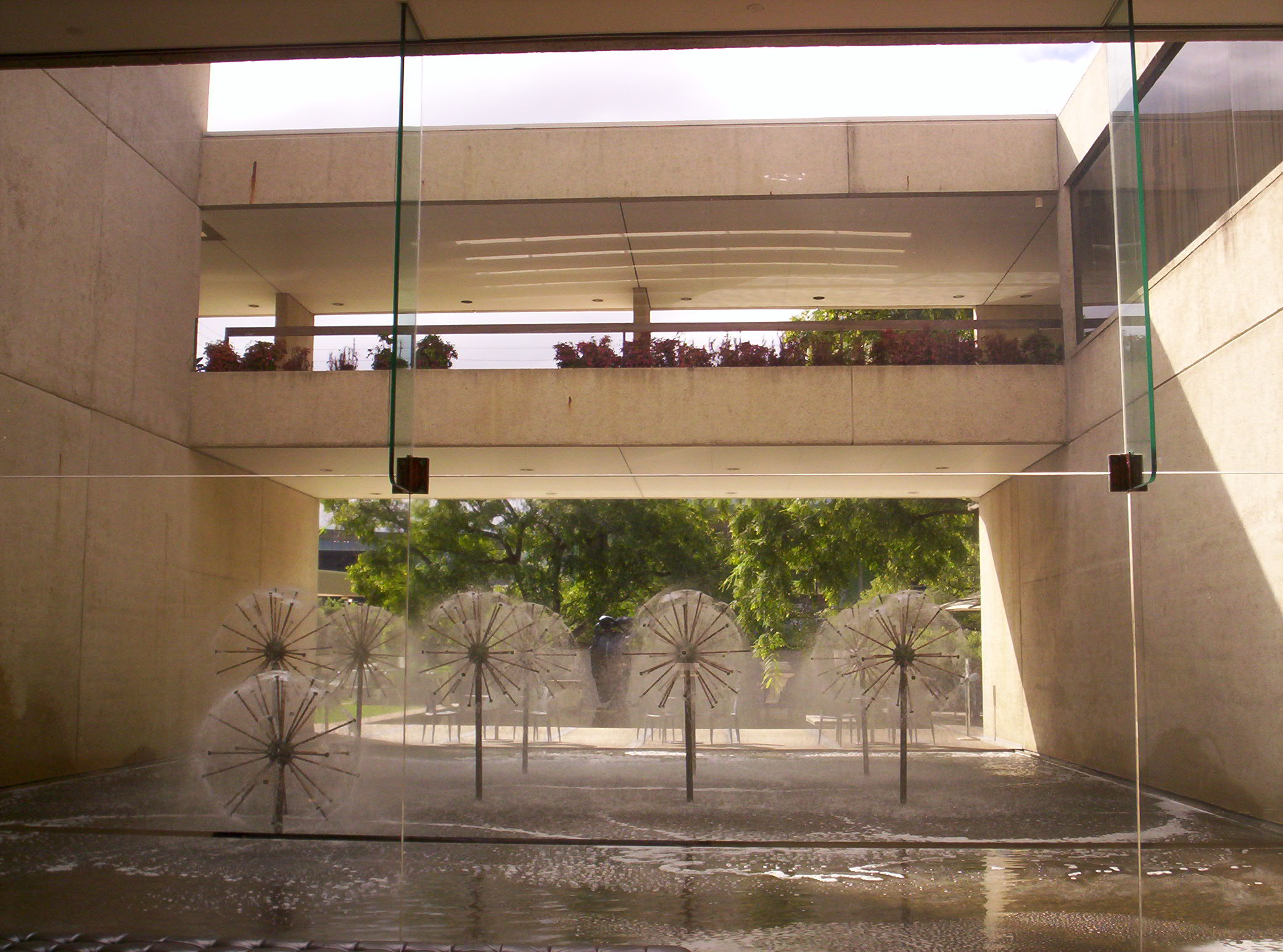
Brunnenanlage in der Watermall der Queensland Art Gallery

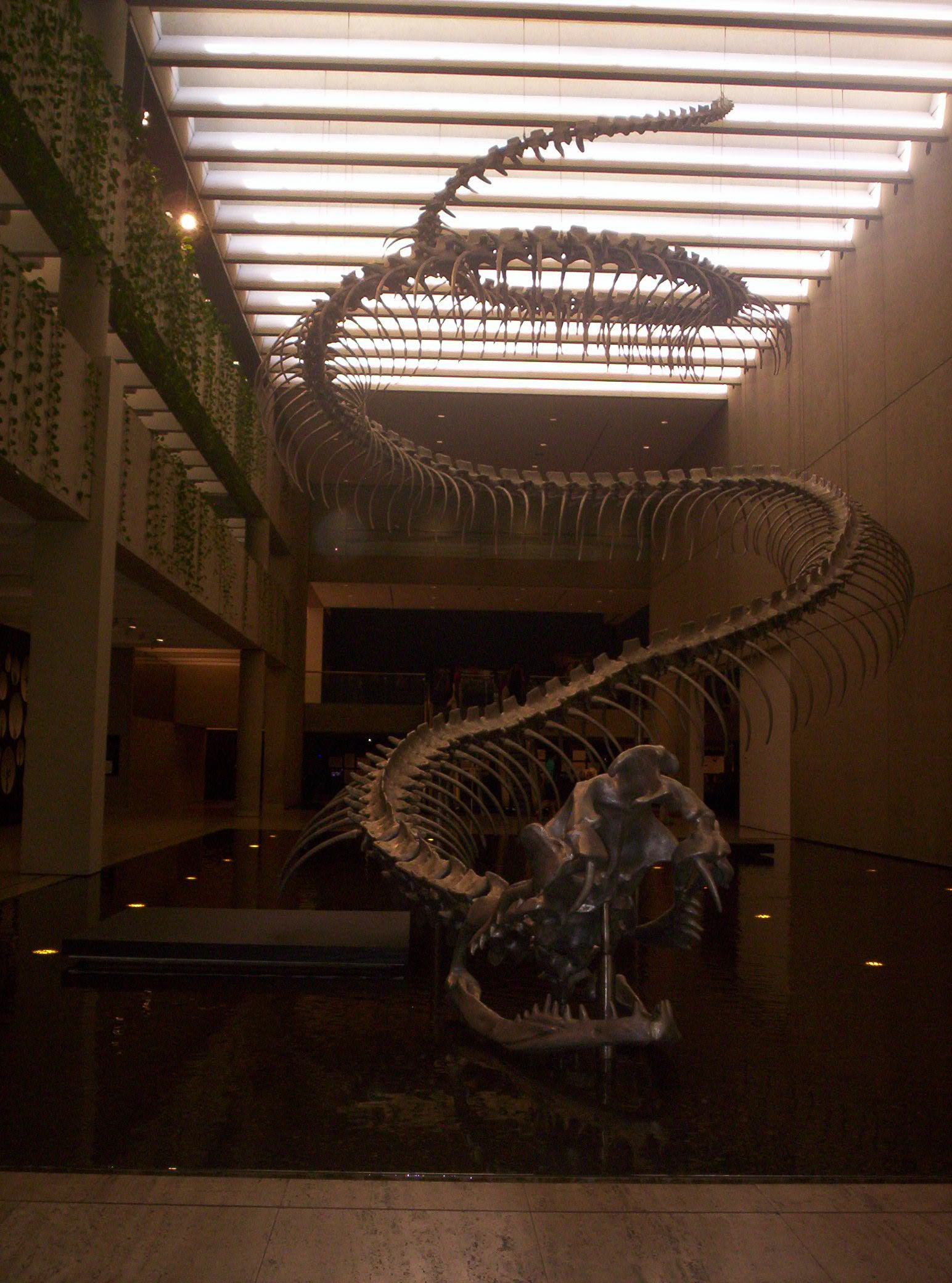
Huang Yong Pings Riesenschlangenskelett ist eine Skulptur in der Watermall der Queensland Art Gallery

Die Queensland Art Gallery gilt als Gebäude seiner Zeit, da es aus den besten Techniken und Materialien, die innerhalb der finanziellen Vorgaben erhältlich waren, besteht. Es ist auch das erste wichtige Gebäude, welches auf der Südseite der neuen Victoria Bridge erbaut wurde. So bildete es den Maßstab in Sachen Größe und Qualität für weitere Gebäude.
Die Queensland Art Gallery ist ein 4700 Quadratmeter großer Ausstellungsraum umgeben von Wänden, die den Austausch zwischen der Kunstwelt und dem Publikum ermöglichen. Die Wände sind absichtlich hingebaut worden, um den Besucher mit ständig wechselnden Perspektiven durch die Räume zu führen. Das Design richtet sich an der Watermall aus, welche den ruhigen Bereich der Ausstellungssäle von den belebten Bereichen der Verwaltung, der öffentlichen Veranstaltungen und der Bildung trennt. Die unterschiedlichen Dach- und Stockwerkhöhen sowie wechselnde Farben und Texturen der Oberflächen tragen zur Vielfalt bei und definieren die Abfolge der Ausstellungssäle. Das Eingangsfoyer dient als Ausgangspunkt für Rundgänge, wo die Besucher wählen können, welche Ausstellungen sie sich anschauen wollen.

## Sammlung
QAGOMA beherbergt mehr als 20.000 Kunstwerke. Der Schwerpunkt der Galerie liegt auf zeitgenössischer Kunst aus Australien, Asien und dem pazifischen Raum und spiegelt die über 30-jährige Ausstellungsreihe der Galerie, die Asia Pacific Triennial of Contemporary Art, wider.

### Australische Kunst

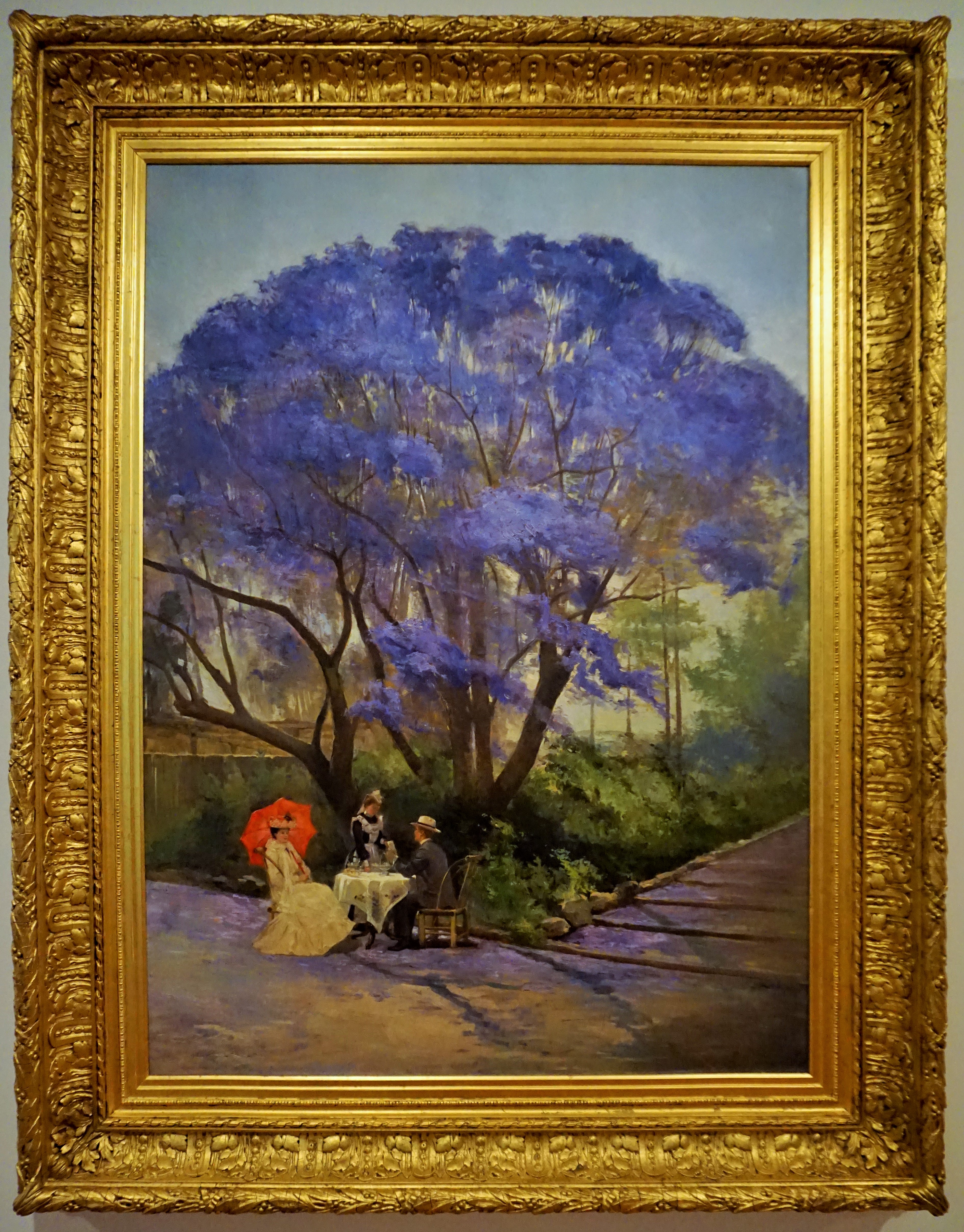
Under the Jacaranda von R. Godfrey Rivers

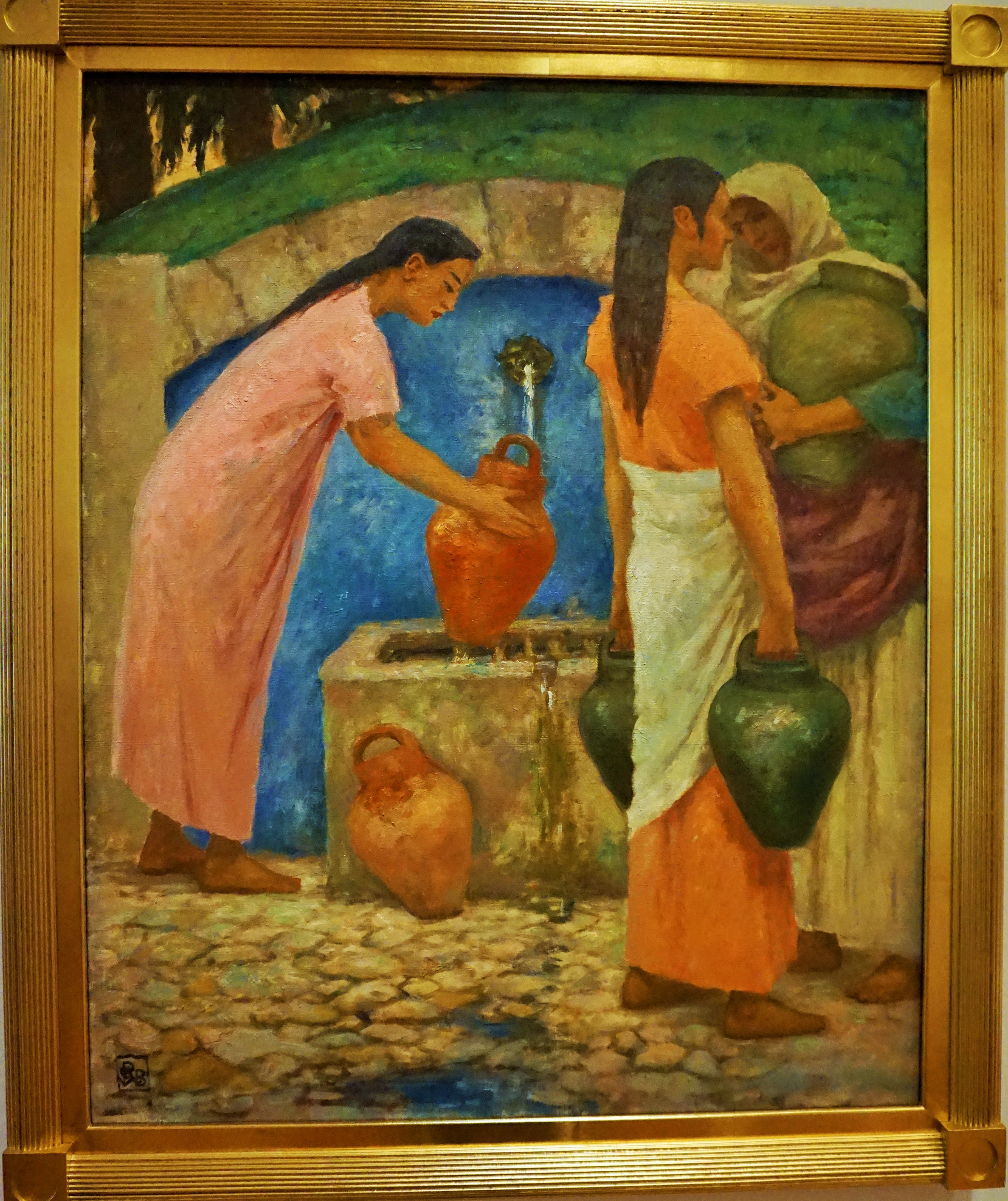
La Fontaine von Rupert Bunny

Seit ihrer Gründung im Jahr 1895 sammelt die Queensland Art Gallery Werke australischer Künstler. Diese Werke stammen aus der Kolonialzeit und umfassen eine Vielzahl von Gemälden und Skulpturen australischer Künstler, die sich um die Jahrhundertwende in Großbritannien und Frankreich aufhielten. Die australische Kunstsammlung zeichnet die Entwicklungen der Moderne in den 1950er und 1960er Jahren nach, einschließlich der Abstraktion und Assemblage sowie der konzeptuellen/post-objektiven Kunst der späten 1960er und 1970er Jahre.

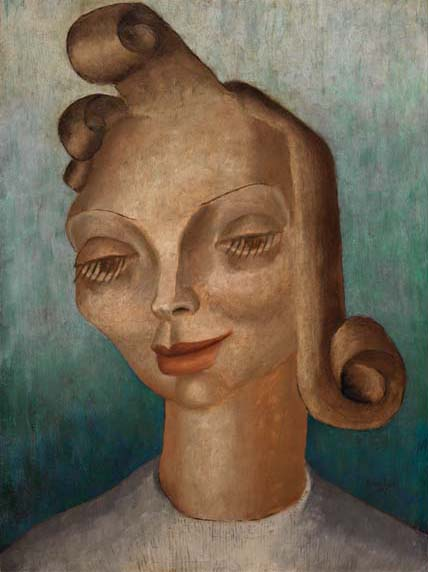
Lucile von Peter Purves Smith

Die Sammlung zeitgenössischer australischer Kunst ist reich an Gemälden, großen Installationen, medienübergreifenden Arbeiten und Videokunst. Die Sammlung umfasst eine herausragende Gruppe von Werken bedeutender Künstler aus Queensland.

### Indigene australische Kunst
Die Kunstwerke der australischen Ureinwohner stammen aus allen Regionen des Landes, wobei der Schwerpunkt auf der reichen Vielfalt der Kulturen und Erfahrungen der Aborigines und Torres Strait Islander in Queensland liegt. Die Sammlung australischer indigener Kunst konzentriert sich auf zeitgenössische Kunst, darunter Gemälde, Skulpturen, Drucke, Fotografien, Videos und Installationen.U. a verfügt das Museum über die Gemäldeserie von Vincent Namatjira über seinen Urgroßvater, den Künstler Albert Namatjira.
Durch die Zusammenführung der Sammlungen von Aboriginal Art und zeitgenössischer Kunst mit den historischen Beständen der Galerie wird die Geschichte von Queensland und Brisbane aus der Perspektive der Region erzählt.

### Bedeutende Kunstwerke
Die Sammlung umfasst eine Reihe bedeutender Kunstwerke, darunter:
- La Belle Hollandaise (1905) von Pablo Picasso[6]
- Under the Jacaranda (1903) von Richard Godfrey Rivers[7]
- Trois danseuses a la classe de danse von Edgar Degas[8]
- The Nazis, Nuremberg 1938 von Peter PURVES SMITH[9]

## Ausstellungen
- Gerhard Richter: The Life of Images (14. Oktober 2017 – 4. Februar 2018)
- California Design 1930–1965: Living in a Modern World (2. November 2013 – 9. Februar 2014)
- Quilts 1700–1945 (15. Juni – 22. September 2013)
- Portrait of Spain: Masterpieces from the Prado (21. Juli – 4. November 2012).[10]
- Hats: An Anthology by Stephen Jones (27. März – 27. Juni 2010)
- American Impressionism and Realism: A Landmark Exhibition from the Met (30. Mai – 20. September 2009)

### Asia-Pacific Triennial of Contemporary Art
Das Vorzeigeprojekt des Museums ist die Ausstellungsreihe Asia Pacific Triennial of Contemporary Art, heutzutage ein wichtiger Bestandteil des Kunstbetriebs in Australien und des asiatisch-pazifischen Raums. Die erste Austragung der Triennale fand 1993 statt. Daraufhin bildete sich das Australian Centre of Asia Pacific Art (ACAPA), um Verbindungen, Stipendien, Veröffentlichungen und eine international bedeutende Kunstsammlung des asiatisch-pazifischen Raums einzurichten. Bis 2015 fanden acht Austragungen statt.
Während der 7. Asia Pacific Triennial of Contemporary Art wurde Ressort, die Skulptur eines riesigen Schlangenskeletts von Huang Yong Ping in der Watermall installiert. Das Werk wurde 2012 von der Queensland Art Gallery käuflich erworben.

### Kunst für Kinder
Ein weiterer Schwerpunkt des Museums ist der Betrieb eines Children’s Art Centre, eines Zentrums für Kunstvermittlung an Kinder.